# Brasoft
Brasoft (também grafado como BraSoft) foi uma desenvolvedora e distribuidora de jogos eletrônicos e programas brasileira.

## História
A BraSoft foi fundada em 1984 por Paulo Milliet Roque, e seu objetivo inicial era traduzir e adaptar software estrangeiro para o mercado brasileiro. Seu primeiro produto foi um processador de texto chamado WordStar, que era totalmente em português, incluindo sua caixa e manuais. Em 1986, a empresa conseguiu alcançar 50% do mercado brasileiro de processadores de texto. O sucesso do WordStar levou a BraSoft a adotar uma logomarca com uma estrela similar à da caixa do programa.
A BraSoft foi a primeira distribuidora brasileira a ter suas instalações e suas atividades comerciais totalmente integradas em rede local. Com a experiência adquirida na área de implantação de redes Ethernet no Brasil, a empresa realizou mais de cem apresentações deste produto para grandes empresas. Em 1988, a BraSoft lança no Brasil o utilitário PC Tools, da Central Point Software, e passa a distribuir o Flow Charting, da Patton & Patton Software. Durante os anos de 1989 e 1990, lançaram o software de editoração eletrônica Ventura Publisher, da Xerox Corporation.
Os lucros da BraSoft em 1989 levaram a empresa a cogitar entrar no ramo de hardware, que seria liderado por um engenheiro civil amigo de Milliet,  Leonel Penna Franca, e a empresa chegou a reservar um lote no distrito industrial de Vitória, mas após o impacto econômico do Plano Collor em 1990 desistiram. No lugar abriram uma divisão de jogos de computador, após sugestão da repórter da Folha de S. Paulo Silvia Bassi, que acreditava que a abertura do mercado criava uma oportunidade. Milliet e Franca foram para a Consumer Electronics Show e começaram a negociar com as desenvolvedoras, e dois meses depois voltaram ao Brasil tendo conseguido os direitos de publicar 27 jogos de produtoras como LucasArts, Sierra Entertainment, Maxis, Electronic Arts e MicroProse. Todos teriam manual e caixa em português, fabricados no Brasil.
Em 1991, a Brasoft participa da quinta edição da Fenasoft (Feira Nacional do Software), conseguindo comercializar duas mil unidades de softwares no evento. Oito anos após seu lançamento, o WordStar alcança a marca de 62% do mercado de processadores de texto para DOS no Brasil.
Em 1993, a empresa lança no mercado brasileiro os primeiros jogos em CD-ROM durante a sétima edição da Fenasoft. Nesse mesmo período lançam no mercado os produtos da SoftKey e, posteriormente, a linha de produtos Main Street da WordPerfect Corporation e os produtos da série Microsoft Home, da Microsoft, além de uma série de títulos educativos. Em 1995, a BraSoft lança pela primeira vez um jogo simultaneamente com os Estados Unidos, Star Wars: Dark Forces, da LucasArts. Ainda nesse mesmo ano, lança o primeiro título infantil totalmente dublado em português, o Achados & Perdidos, da GTE Entertainment, e publica o primeiro jogo legendado em português, Full Throttle, da LucasArts.
Em 1996, a empresa lança os dois primeiros jogos para Macintosh legendados para o português: Star Wars: Rebel Assault II e The Dig, ambos da LucasArts. Abriu filiais no Rio de Janeiro e em Fortaleza, com os nomes de BraSoft Rio e BraSoft Nordeste, respectivamente.
Sua sede era na cidade de São Paulo, originalmente na Avenida Angélica e depois na Avenida Paulista, e em 1997 seu escritório possuía 70 funcionários, sendo ao menos 80% deles dedicados ao marketing e à comercialização de seus produtos.  No mesmo ano a empresa adquiriu o estúdio Caracol, de propriedade de Pedro Milliet, primo de Paulo, que já trabalhava na dublagem e localização dos jogos, para centralizar as demandas de software em português. Seu principal local de fabricação era em Barueri, no bairro Alphaville.
Em 1995, a Brasoft entrou com um pedido de concordata, sofrendo com inadimplência e queda nas vendas. 3 anos depois a empresa vendeu seus direitos autorais e as suas marcas para a Pi Editora, com sede em São Caetano do Sul. O nome BraSoft continuou a ser utilizado pela Pi Editora em seus produtos.
Em 2003, a Pi Editora, usando a marca BraSoft, juntou-se à Green Land Studios para a produção de jogos nacionais. Em 2004 a Pi Editora encerrou as suas atividades de edição e publicação de jogos.